# Bjarne Sognnæs
Bjarne Sognnæs (Lillestrøm, 14 agosto 1966) è un procuratore sportivo ed ex calciatore norvegese, di ruolo difensore.

## Carriera

### Club
Sognnæs cominciò la carriera con la maglia del Lillestrøm. Esordì nella 1. divisjon in data 29 aprile 1984, subentrando ad André Krogsæter nel pareggio casalingo per 2-2 contro il Moss. Il 15 settembre 1985 arrivò la sua prima rete nella massima divisione norvegese, nel successo per 6-1 sul Mjøndalen. Rimase in squadra fino al 1995, vincendo due campionati e una Norgesmesterskapet.

### Nazionale
Conta 8 presenze e 2 reti per la Norvegia under 21. Esordì il 13 maggio 1986, nel pareggio per 3-3 contro la Svezia. Il 3 giugno successivo segnò la prima rete, nel pareggio per 3-3 contro la Romania.

## Palmarès

### Club

#### Competizioni nazionali
- Campionato norvegese: 2

Lillestrøm: 1986, 1989
- Coppa di Norvegia: 1

Lillestrøm: 1985